# Avicennia
Avicennia ist die einzige Pflanzengattung der Unterfamilie Avicennioideae innerhalb der Familie der Akanthusgewächse (Acanthaceae).
Die Arten der Gattung Avicennia sind neben den nicht näher mit ihnen verwandten Taxa der Tribus Rhizophoreae in der Familie der Rhizophoragewächse (Rhizophoraceae) die wichtigsten Mangrovenbäume. Sie kommen im Einflussbereich der Gezeiten tropischer und subtropischer Küsten aller Erdteile vor. Die amerikanisch-westafrikanische Art Avicennia germinans wird gelegentlich als Schwarze Mangrove bezeichnet, die indopazifische Avicennia marina auch als Graue oder Weiße Mangrove; der Name Weiße Mangrove wird allerdings überwiegend für die nicht mit Avicennia verwandte Art Laguncularia racemosa (Flügelsamengewächse, Combretaceae) verwendet.

## Beschreibung

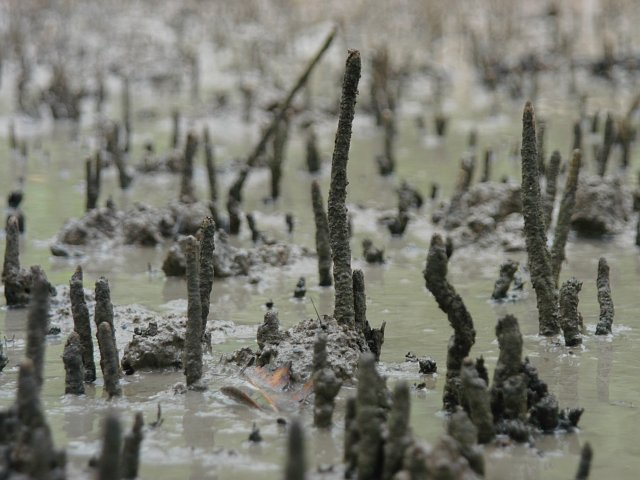
Pneumatophore von Avicennia germinans, Mangrovenwald im Caeté-Ästuar, Bragança, Pará, Nordbrasilien

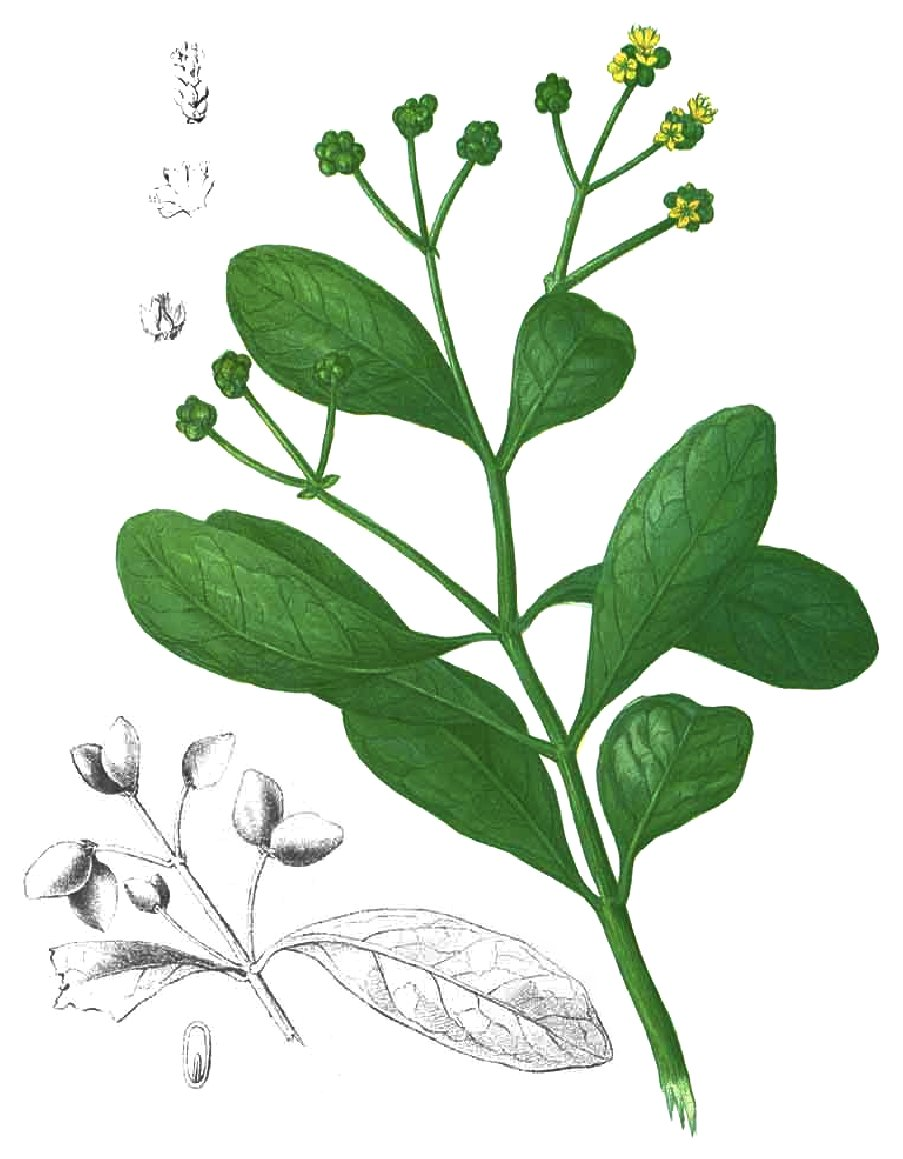
Illustration aus Blanco von Avicennia officinalis

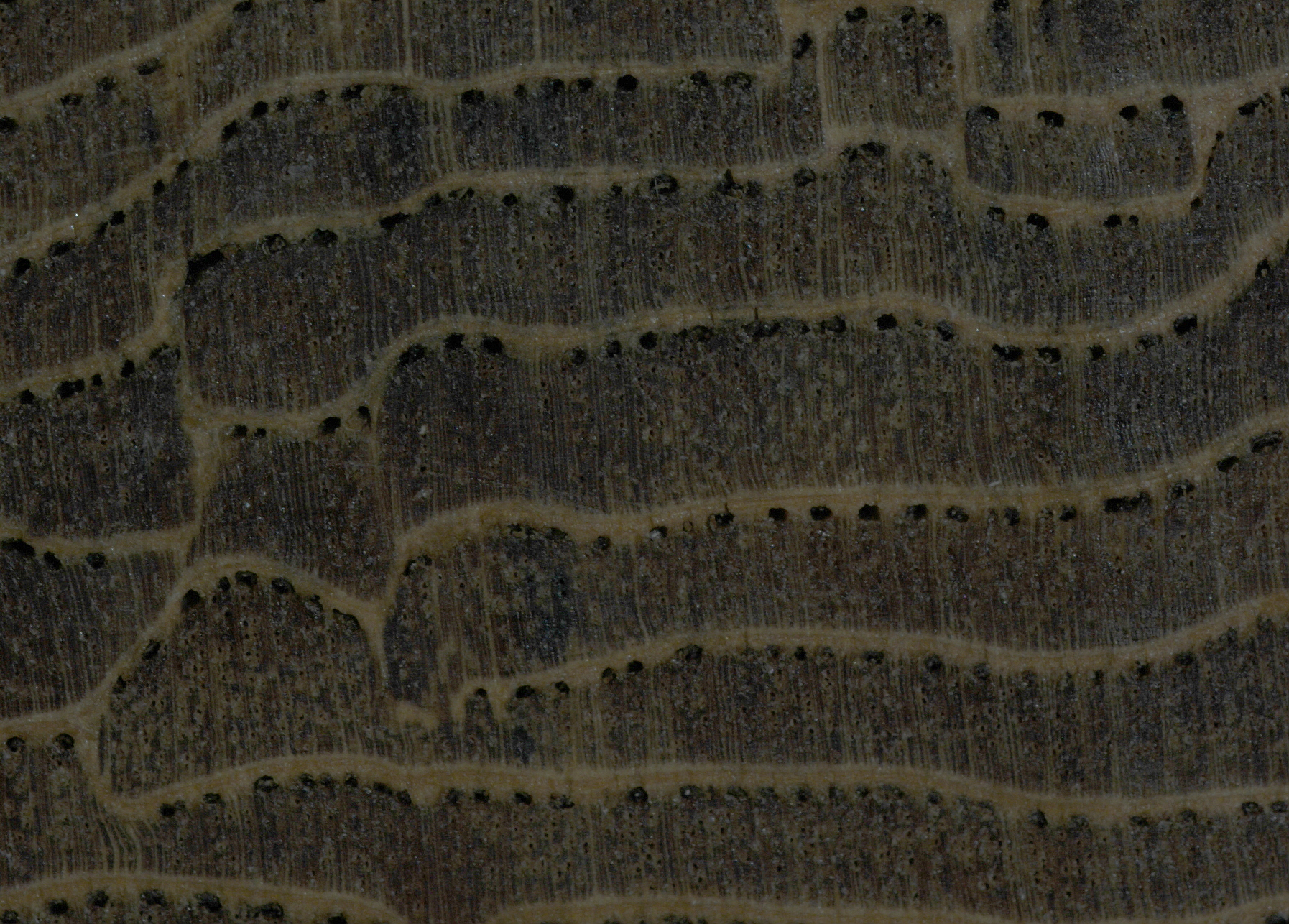
Detail eines Stammquerschnitts mit Parenchymringen von Avicennia germinans

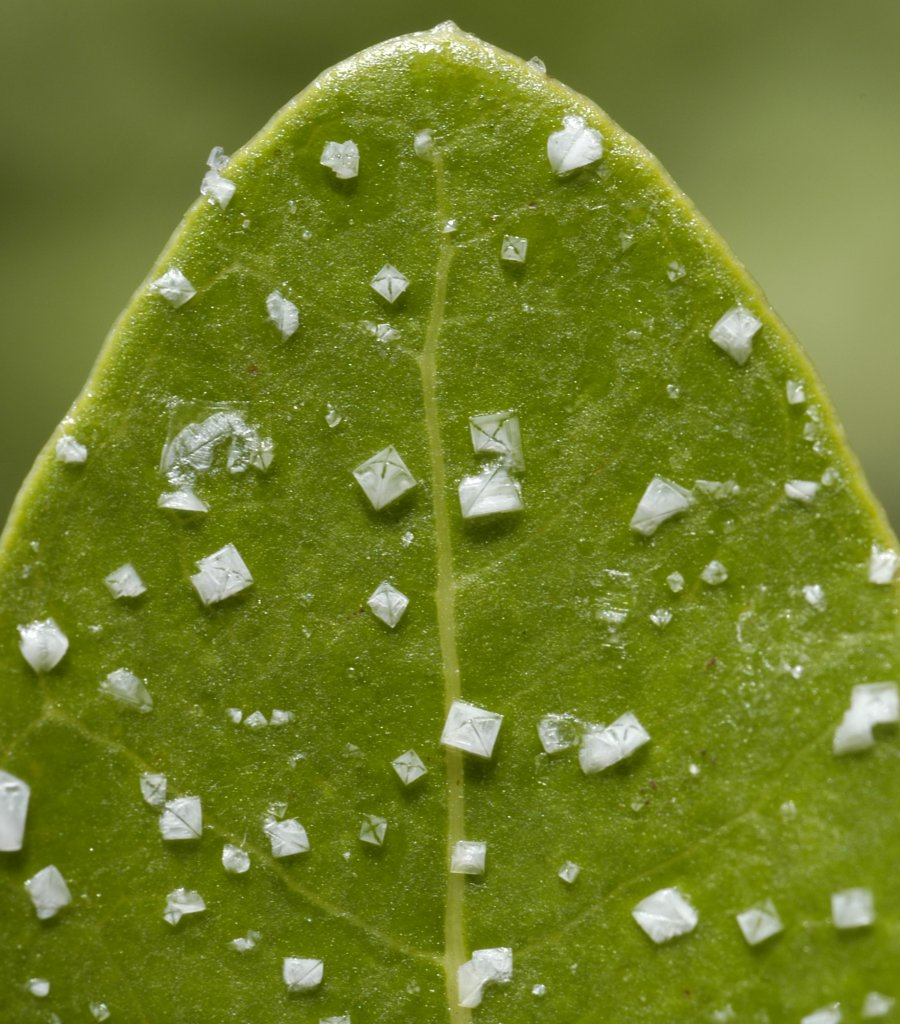
Das durch die Tätigkeit der Salzdrüsen ausgeschiedene Salz kristallisiert an der Blattoberfläche aus, bei Avicennia germinans

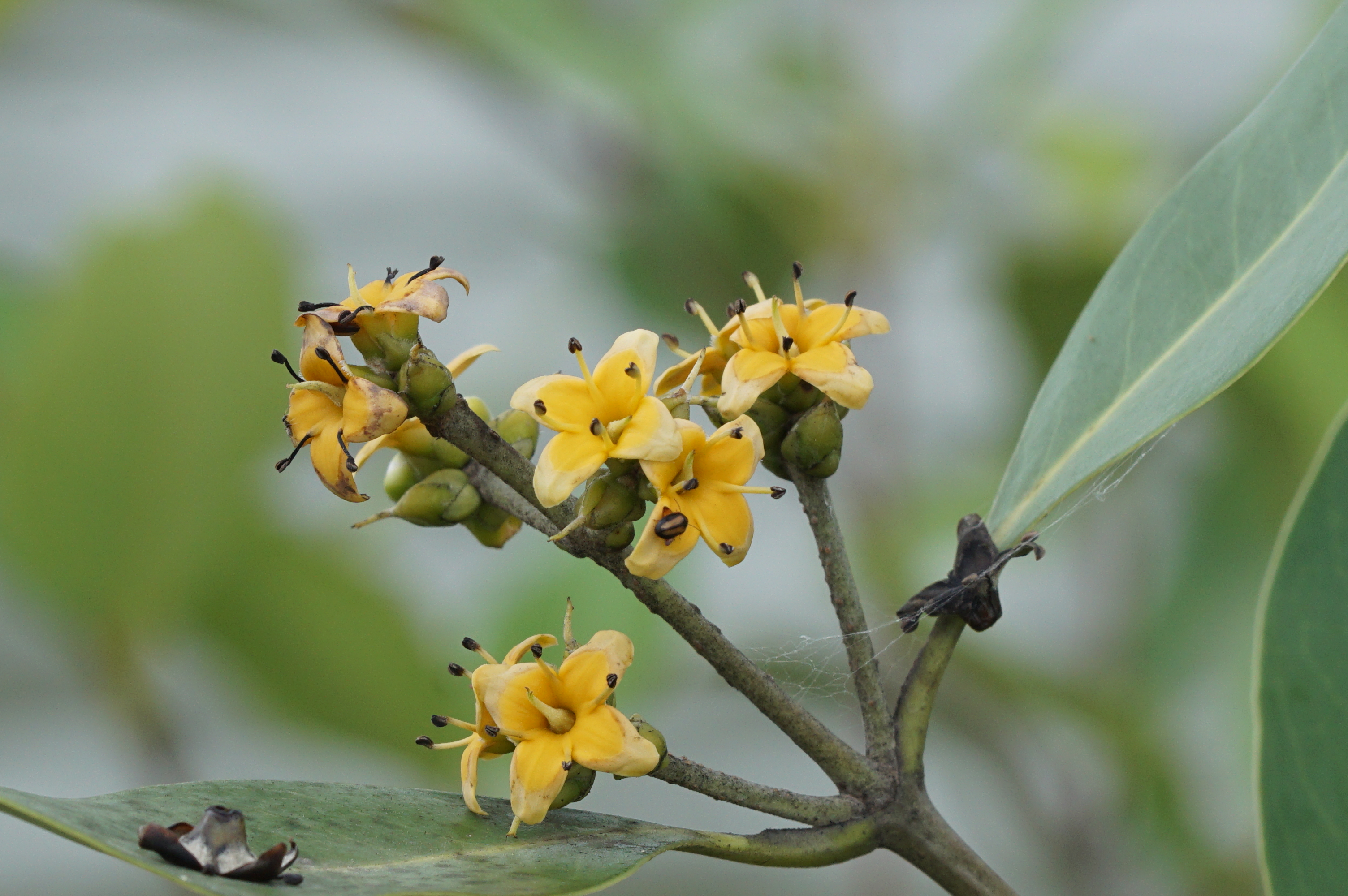
Blütenstand mit vierzähligen Blüten von Avicennia officinalis

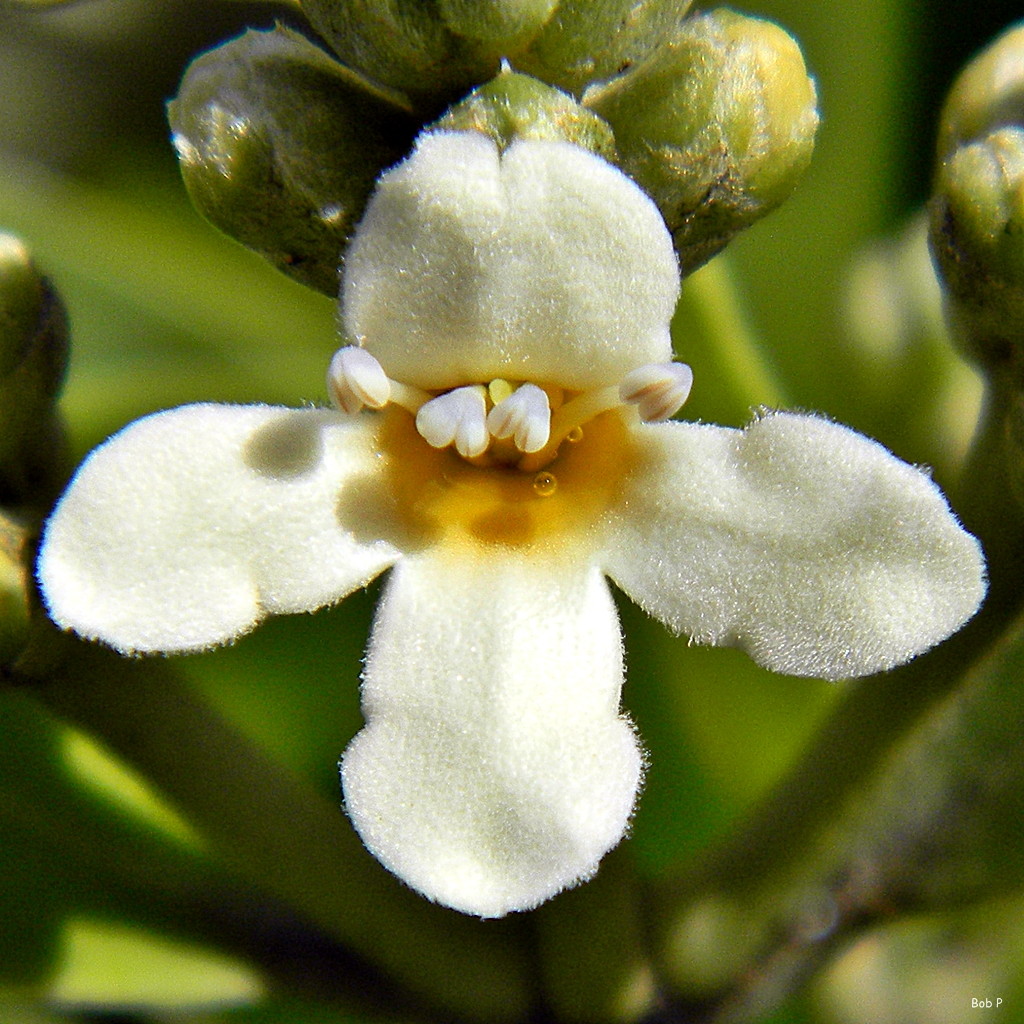
Blüte im Detail von Avicennia germinans

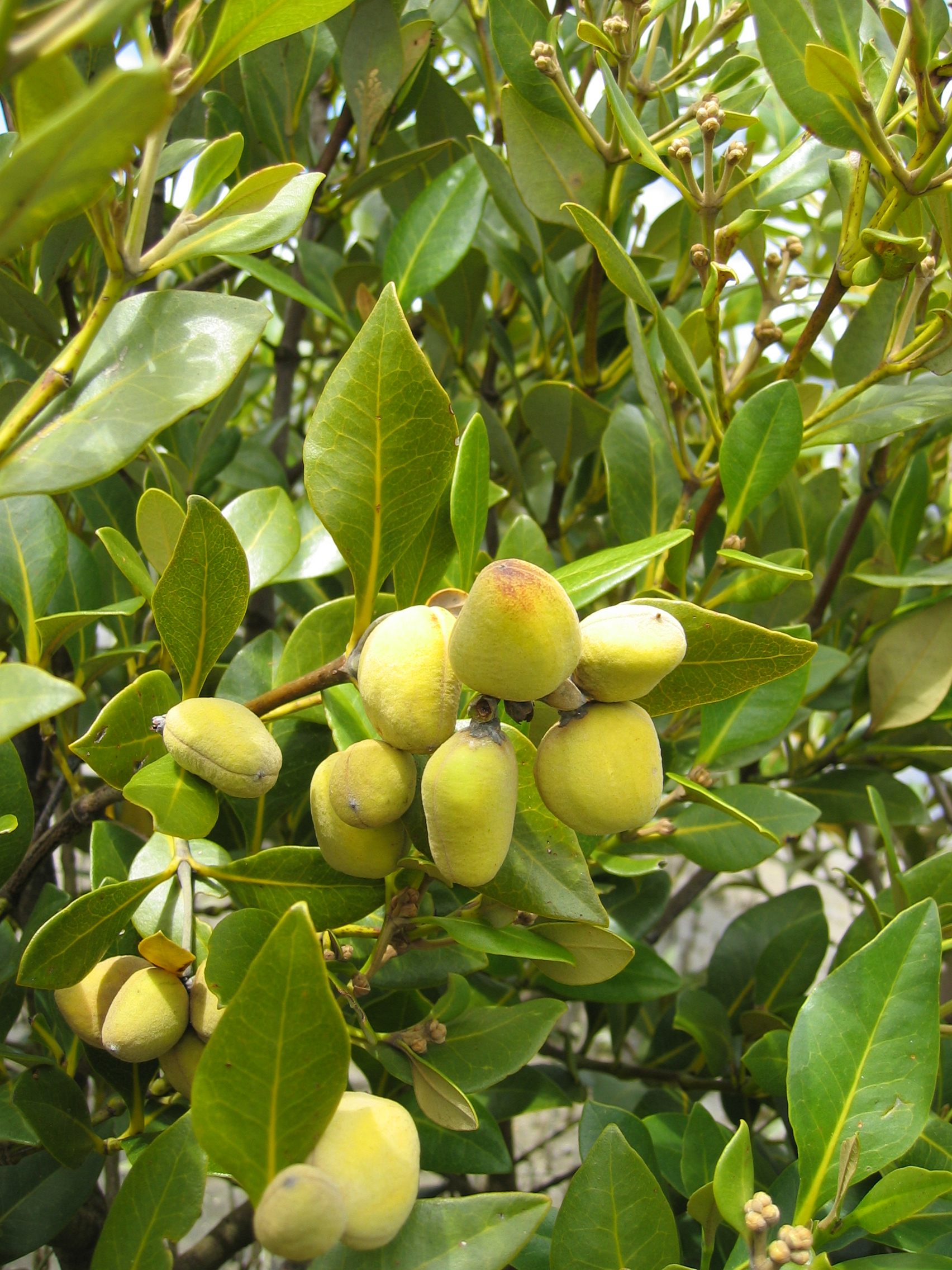
Äste mit Früchten von Avicennia marina var. australasica

### Vegetative Merkmale
Avicennia-Arten wachsen als Bäume oder Sträucher im Einflussbereich der Gezeiten. Die Pflanzen erreichen Wuchshöhen von mehr als 30 Metern. Kennzeichnend sind die Atemwurzeln (Pneumatophore), die vom unterirdischen Wurzelsystem aus senkrecht nach oben wachsen und die Bodenoberfläche durchstoßen. Über luftdurchlässige Poren in der Rinde der Atemwurzeln kann sauerstoffreiche Luft über ein schwammartiges Luftgewebe (Aerenchym) in die sauerstoffunterversorgten, unterirdischen Bereiche des Wurzelsystems gelangen.
Das Holz von Avicennia zeigt Ringstrukturen, die durch anomales sekundäres Dickenwachstum entstehen. Diese Ringe entsprechen nicht den Jahresringen von Bäumen der gemäßigten Breiten. Der Kambiumring bildet auf seiner Innenseite Xylem, außen Parenchymzellen. Ein bis drei Zellreihen innerhalb der äußersten Parenchymzellen bildet sich ein Ring aus Sklereiden, der ebenfalls ein bis drei Zellreihen dick ist. Das Kambium stellt nach einer gewissen Zeit seine Tätigkeit ein, im Parenchymbereich innerhalb des Sklereidrings differenzieren sich Phloemzellen. Danach bildet sich außerhalb des Sklereidrings ein neuer Kambiumring. Die Zweige sind im Querschnitt rund, junge Zweige sind manchmal vierkantig.
Die gegenständig angeordneten, gestielten Laubblätter sind ungeteilt und ganzrandig. Auf der Blattunterseite sind sie dicht mit mikroskopisch kleinen Haaren überzogen. Die Blattoberseite trägt Salzdrüsen, über die der Salzgehalt des Blattgewebes geregelt wird.

### Generative Merkmale
Die endständigen ährigen oder kopfigen Blütenstände tragen dekussiert stehende Blütenpaare. Zu jeder Blüte gehören ein sehr kleines, gewölbtes Tragblatt und zwei schuppenförmige Vorblätter.
Die ungestielten, kleinen Blüten sind  vier- oder fünfzählig und besitzen eine doppelte Blütenhülle. Die fünf Kelchblätter sind am Grunde kurz becherförmig verwachsen, die Kelchzipfel überlappen sich seitlich. Tragblatt, Vorblätter und Kelchblätter bleiben bis zur Fruchtreife erhalten. Die weißlichen oder gelblich-rötlichen Kronblätter sind im unteren Bereich zu einer leicht zygomorphen, glockenförmigen Kronröhre verwachsen; der obere der vier (in einigen Fällen fünf) Kronlappen ist oft breiter als die übrigen. Es ist nur ein Kreis mit vier Staubblättern vorhanden, die im oberen Bereich der Kronröhre ansetzen. Die vier Fruchtblätter sind zu einem oberständigen Fruchtknoten verwachsen. In seinem Inneren trägt er vier hängende Samenanlagen, von denen sich nur eine entwickelt. Die Blüten sind nektarreich und werden von Insekten bestäubt.
Die Früchte werden von einigen Autoren als ledrige Kapselfrüchte, von anderen als Achäne angesehen. Die Samen entwickeln sich noch am Mutterbaum zu Keimlingen, diese verbleiben aber in der Frucht, die bald nach dem Abwerfen aufplatzt und den schwimmfähigen Keimling freigibt („krypto-vivipar“, verborgen-lebendgebärend).

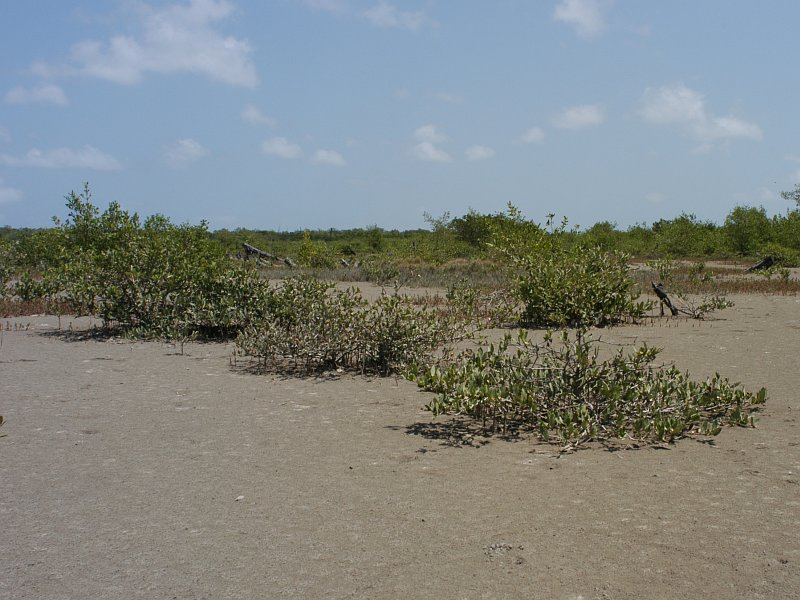
Zwergform der Schwarze Mangrove (Avicennia germinans) auf hypersaliner, selten überfluteter Schlammfläche

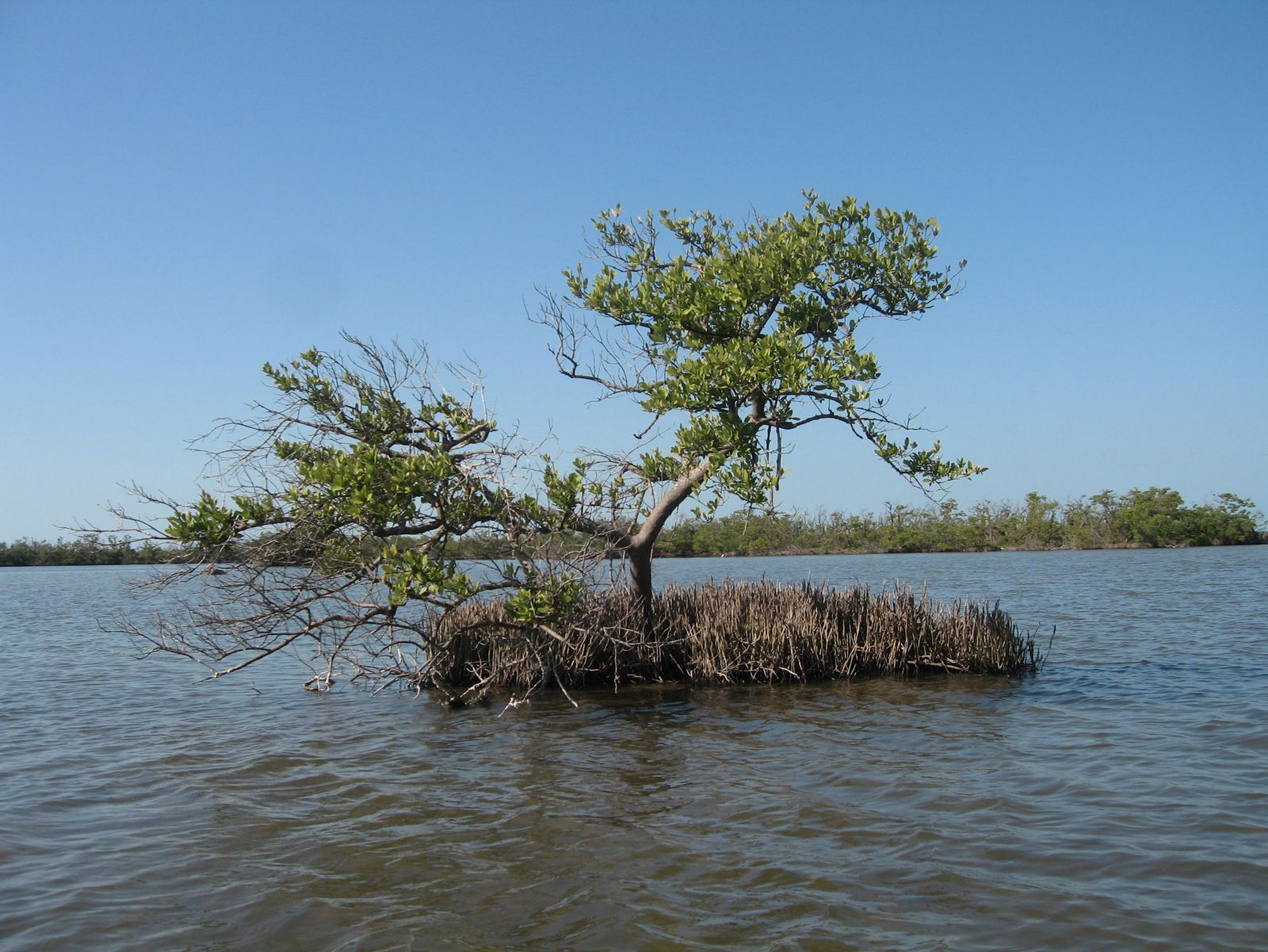
Schwarze Mangrove (Avicennia germinans) in den Everglades

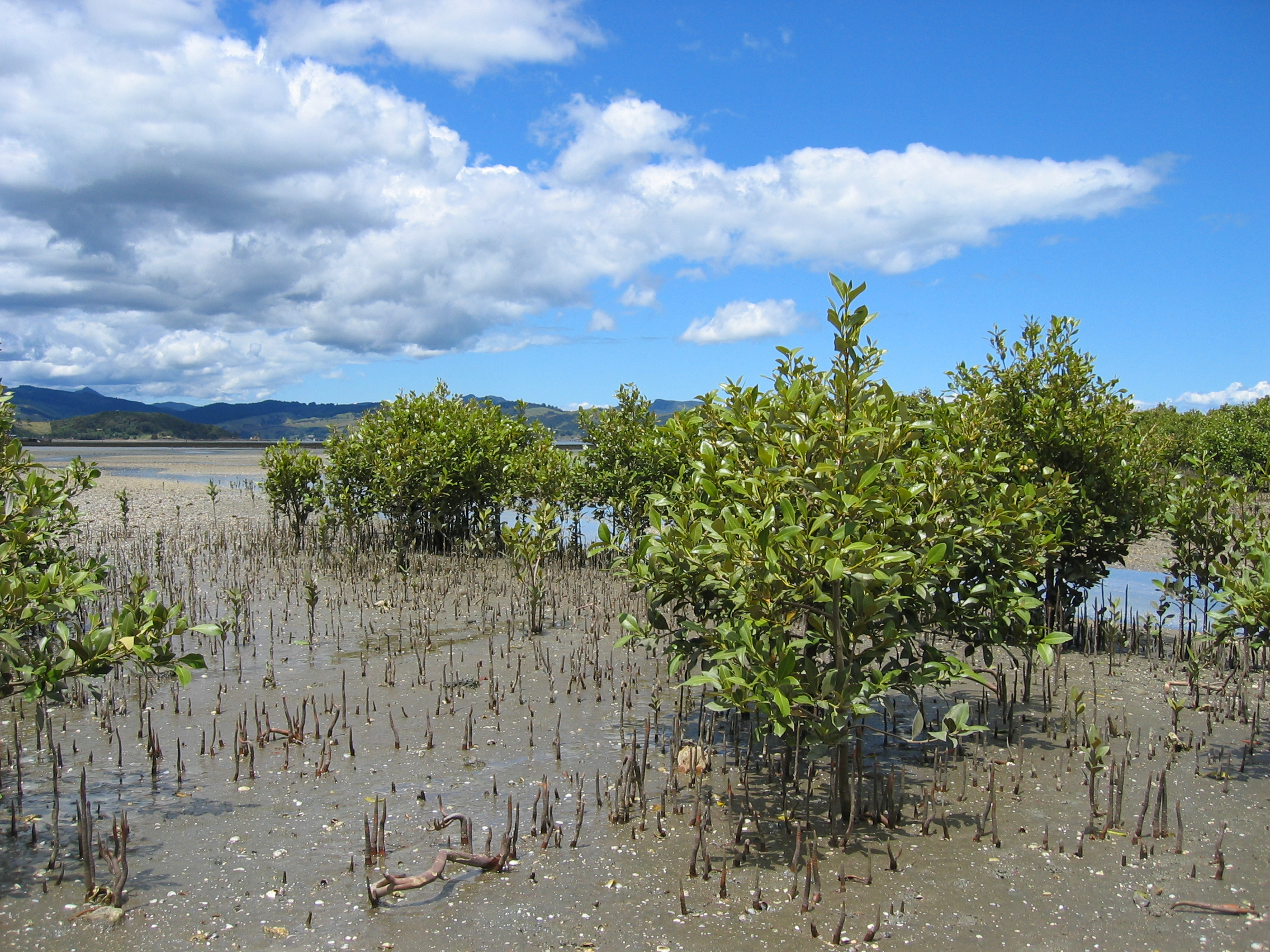
Habitat von Avicennia marina var. australasica

## Systematik und Verbreitung
Die Gattung Avicennia wurde 1753 durch Carl von Linné in Species Plantarum, 1, S. 110–111 mit der Typusart Avicennia officinalis L. aufgestellt. Der Gattungsname Avicennia ehrt den persischen Arzt, Philosophen und Universalgelehrten Avicenna, der eigentlich Alij al-Husain Ibn Sina (ca. 980 -  1037) hieß.
Die systematische Stellung von Avicennia war lange umstritten. Traditionell wurde die Gattung in die Familie der Eisenkrautgewächse (Verbenaceae) eingeordnet, zuletzt aber meist als eigene Familie Avicenniagewächse (Avicenniaceae) aufgefasst. Neuere, molekulargenetische Untersuchungen rücken Avicennia in die Verwandtschaft der Akanthusgewächse sensu lato, bestätigen aber die Monophylie der Gruppe. Nach APWebsite ist Avicennia die einzige Gattung der Unterfamilie Avicennioideae innerhalb der Familie der Akanthusgewächse (Acanthaceae).
Die Gattung Avicennia umfasst 8 (bis 14) Arten:
- Avicennia alba Blume[1]: Indopazifik von Indien bis Nordaustralien. In der malaiischen Sprache ist die Art als api api bekannt, was in der Sprache der Bajau „Feuer“ bedeutet; ein Hinweis auf die Tatsache, dass sich in den Bäumen häufig Schwärme von Leuchtkäfern sammeln.[5]
- Avicennia bicolor Standl.[1]: Sie ist vom mexikanischen Bundesstaat Chiapas, über Guatemala, Honduras, El Salvador, Nicaragua, Costa Rica bis Panama verbreitet.[6]
- Schwarze Mangrove (Avicennia germinans (L.) Stearn, Syn.: Syn.: Avicennia africana P.Beauv., Avicennia nitida Jacq.)[1]: Sie ist von Nord-, über Zentral- bis Südamerika von den Bahamas bis Nordostbrasilien weitverbreitet und kommt außerdem vom tropischen West- bis Zentralafrika vor.[6]
- Avicennia integra N.C.Duke[1] Sie kommt in Australien in Northern Territory vor.[7]
- Avicennia marina (Forssk.) Vierh.: Es gibt vier Varietäten.[1] Sie kommen im Indopazifikraum, von Südafrika und den Komoren nördlich bis zum Sinai, dazu in China, Japan, Hongkong und Taiwan, südlich bis Australien, Neukaledonien und den Salomonen vor[6]:
  - Avicennia marina var. australasica (Valeton) J.Everett[1] (Syn.: Avicennia marina var. australasica (Walp.) Moldenke, Avicennia marina var. resinifera (G.Forst.) Bakh., Avicennia resinifera G.Forst., Avicennia tomentosa var. australasica Walp., Avicennia marina subsp. australasica (Walp.) J.Everett)
  - Avicennia marina var. eucalyptifolia (Val.) N.C.Duke (Syn.: Avicennia eucalyptifolia (Valeton) Zipp. ex Moldenke, Avicennia marina subsp. eucalyptifolia (Valeton) J.Everett, Avicennia officinalis var. eucalyptifolia Valeton)[1]
  - Avicennia marina var. marina[1]
  - Avicennia marina var. rumphiana (Hallier f.) Bakh. (Syn.: Avicennia rumphiana Hallier f., Avicennia lanata Ridl.): Sie kommt in Malesien vor.[7]
- Avicennia officinalis L.: Sie kommt vom tropischen Asien bis Australien vor.[1]
- Avicennia schaueriana Stapf & Leechm. ex Moldenke: Sie kommt von den Kleinen Antillen bis Uruguay vor.[7][1]

Zu den genannten Artnamen existiert eine Reihe von Synonymen; einige Formen der sehr variablen Avicennia marina wurden als eigene Arten beschrieben.